# 松田青子
松田 青子（まつだ あおこ、1979年10月11日 - ）は、日本の翻訳家、小説家、童話作家で元女優である。本名は松田 暢子（まつだ のぶこ）。
松田青子というペンネームにしたのは、本人が松田聖子にあこがれていて、読者が「まつだ せいこ」と読み間違えたら面白いと考えたためである。

## 経歴
兵庫県出身。同志社大学文学部英文科卒業。大学在学中の1999年に劇団「ヨーロッパ企画」に音響スタッフとして参加。その後、2000年のヨーロッパ企画第5回公演『苦悩のピラミッダー』から役者として参加するようになり、2007年のヨーロッパ企画第25回公演『火星の倉庫』の出演まで役者のみならず文芸助手としても活動していた。当時は京都の名物書店として知られる恵文社一乗寺店でアルバイトをしており、そのときに作家の福永信と知り合う。
その一方で、同志社大学卒業後はヨーロッパ企画での役者活動と平行して、契約社員やフリーターとして職を転々としながら、翻訳学校に通い翻訳家を志すようになった。やがて、ブログで発表していた文章を福永に注目され、2008年1月に柴崎友香や長嶋有らの参加する同人誌「イルクーツク2」に小説『シャンプーアンドリンス』をゲスト寄稿した。
2008年9月に9年間在籍したヨーロッパ企画を退団、それと同じくしてこれまでの本名である松田暢子からペンネームである松田青子に変更して活動するようになった。2010年、「早稲田文学」に戯曲形式の『ウォータープルーフ嘘ばっかり！』を発表して作家デビュー。2013年に初の単行本『スタッキング可能』を刊行、第26回三島由紀夫賞候補、第35回野間文芸新人賞候補にあがる。
2021年11月、短編集「おばちゃんたちのいるところ」の英訳版が、優れたSFやファンタジー作品に贈られる権威ある世界幻想文学大賞の短編集部門を受賞したことを報じられた。

## 著書

### 小説
- 『スタッキング可能』（河出書房新社 2013年/ 河出文庫 2016年[9]）
- 『英子の森』（河出書房新社 2014年 / 河出文庫 2017年[10]）
- 『ワイルドフラワーの見えない一年』（河出書房新社 2016年[11]/改題『女が死ぬ』中公文庫 2021年）
- 『おばちゃんたちのいるところ - Where the Wild Ladies Are』（中央公論新社 2016年/ 中公文庫 2019年 [12]）
- 『持続可能な魂の利用』（中央公論新社 2020年/2023年5月 中公文庫）
- 『男の子になりたかった女の子になりたかった女の子』（中央公論新社 2021年）

### エッセイ
- 『読めよ、さらば憂いなし』河出書房新社 2015年（ISBN 978-4-309-02417-2）
- 『ロマンティックあげない』新潮社 2016年（ISBN 978-4103500117）
- 『じゃじゃ馬にさせといて』新潮社 2019年（ISBN 978-4103500124）[13]
- 『自分で名付ける』集英社 2021年（ISBN 978-4087717532)

### 童話
- 『なんでそんなことするの?』(福音館創作童話シリーズ) 画：ひろせべに 福音館書店 2014年 (ISBN 978-4-8340-8088-9)

### 翻訳
- 作：アヴィ　画：トリシャ・トゥサ『はじまりのはじまりのはじまりのおわり 小さいカタツムリともっと小さいアリの冒険』 (原題は"THE END OF THE BEGINNING")　福音館書店 2012年 (ISBN 9784834021837)
- カレン・ラッセル『狼少女たちの聖ルーシー寮』河出書房新社、2014
- カレン・ラッセル『レモン畑の吸血鬼』河出書房新社、2016
- カレン・ラッセル『オレンジ色の世界』河出書房新社、2023

## 舞台出演
特記が無い場合は本名の松田暢子での出演

### ヨーロッパ企画演劇公演
- 第5回公演　『苦悩のピラミッダー』（2000年）
- 第6回公演　『衛星都市へのサウダージ』（2000年）
- 第7回公演　『冬のユリゲラー』（2000年）
- 第8回公演　『サマータイムマシン・ブルース』（2001年）
- 第10回公演　『冬のユリゲラー2002』（2002年）
- 第16回公演　『インテル入ってない』（2004年）
- 第17回公演　『平凡なウェーイ』（2005年）
- 第19回公演　『囲むフォーメーションZ』（2005年）
- 第20回公演　『Windows5000』（2006年）
- 第21回公演　『ブルーバーズ・ブリーダーズ』（2006年）
- 第22回公演　『苦悩のピラミッダー』（2007年）
- 第24回公演　『衛星都市へのサウダージ』（2007年）
- 第25回公演　『火星の倉庫』（2007年）

### 外部出演
- 『カリカコント＋「MEETS」 vol．1』（2007年）
- MONO第35回公演『なるべく派手な服を着る』（2008年）
- MONO第36回公演『床下のほら吹き男』（2009年）※松田青子として出演

## テレビ・ラジオ出演

### テレビ
- 素晴らしい世界 （2007年4月、北海道テレビ）- スバセカ劇場に番組MCの音尾琢真と共演
- ファースト・キス 第2話（2007年7月16日、フジテレビ系）　※本名の松田暢子名義で出演
- 王様のブランチ（2013年2月16日、TBS系）- ブックコーナーで『スタッキング可能』を特集した際のインタビューに出演

### ラジオ
- RADIO SCRAP（2007年4月4日 - 2009年3月26日、α-STATION）- 加藤隆生（番組当時はフリーペーパーSCRAPの編集長、現在は株式会社スクラップ代表取締役社長）とともにDJを担当、本名の松田暢子名義で出演